# F.-C.-Weiskopf-Preis
Il F.-C.-Weiskopf-Preisf è un premio letterario conferito dal 1957 dall'Accademia delle arti della DDR, dal 1993 dall'Accademia delle Arti di Berlino, che viene assegnato ogni due o tre anni. Prende il nome dallo scrittore di lingua tedesca Franz Carl Weiskopf (1900-1955), il montepremi va da 5.000 euro.

## Vincitori parziale
- 1957: Ernst Stein
- 1958: Stephan Hermlin
- 1959: Redaktionskollegium
- 1960: Victor Klemperer (postume)
- 1961: VEB Bibliographisches Institut Leipzig
- 1963: Elise Riesel
- 1964: Rudolf Schaller
- 1965: Peter Hacks
- 1967: Johannes Bobrowski (postume)
- 1968: Annemarie Auer
- 1969: Georg Möller
- 1970: Eva Schumann
- 1972: Georg Maurer (postume)
- 1974: Wilhelm Schmidt
- 1975: Thomas Reschke
- 1977: Eduard Zak
- 1979: Mitarbeiter des Reclam-Verlages
- 1981: Ernst Schwarz
- 1983: Rainer Kirsch
- 1985: Günter Caspar
- 1987: Werner Creutziger
- 1989: Armin Zeißler
- 1991: Bert Papenfuß-Gorek e Thomas Rosenlöcher
- 1997: Detlef Opitz
- 1999: Elke Erb
- 2001: Paul Wühr
- 2004: Thomas Kunst
- 2007: Richard Anders